# Michael Papps
Michael „Mike“ Francis Papps (* 20. Juli 1932 in Adelaide; † 5. Oktober 2022 ebenda) war ein australischer Sportschütze.

## Karriere
Michael Papps, dessen Vater ein Waffengeschäft besaß, kam bereits zum Sportschießen, bevor er 10 Jahre alt war. Bei seinem ersten Versuch, sich für die Olympischen Sommerspiele 1956 zu qualifizieren, scheiterte er jedoch. Vier Jahre später war er jedoch erfolgreicher und nahm an den Olympischen Sommerspielen 1960 in Rom teil. Im Wettkampf mit der Schnellfeuerpistole belegte er den 31. Platz. Im gleichen Jahr übernahm er das Waffengeschäft seines Vaters. Bei den Olympischen Spielen 1964 in Tokio konnte er sich im Wettkampf mit der Schnellfeuerpistole deutlich verbessern und wurde Neunzehnter. Seine einzige internationale Medaille gewann Papps mit Silber bei den British Empire and Commonwealth Games 1966 in Kingston in der gleichen Disziplin. Darüber hinaus nahm er an den Weltmeisterschaften 1962, 1966 und 1970 teil und wurde zwischen 1956 und 1977 15-facher australischer Meister.
Sein Bruder Peter Papps war ebenfalls Sportschütze und nahm an den Olympischen Sommerspielen 1956 teil.